# (13822) Stevedodson
(13822) Stevedodson est un astéroïde de la ceinture principale.

## Description
(13822) Stevedodson est un astéroïde de la ceinture principale. Il fut découvert le 2 novembre 1999 à Kitt Peak par le projet Spacewatch. Il présente une orbite caractérisée par un demi-grand axe de 2,32 UA, une excentricité de 0,17 et une inclinaison de 2,9° par rapport à l'écliptique.

## Compléments